# Blechnum divergens
Blechnum divergens är en kambräkenväxtart som först beskrevs av Kze., och fick sitt nu gällande namn av Georg Heinrich Mettenius. Blechnum divergens ingår i släktet Blechnum och familjen Blechnaceae. Inga underarter finns listade.